# Belfort van Dendermonde
Het belfort van Dendermonde is een belfort uit de 14e eeuw dat zich in de Belgische stad Dendermonde bevindt. Het belfort is sinds 4 december 1999 als onderdeel van een groep belforten in België en Frankrijk opgenomen in de UNESCO Werelderfgoedlijst. De toren is 40,30 meter hoog.

## Geschiedenis
Het belfort van Dendermonde vormde oorspronkelijk een hoektoren van de lakenhallen waarvan de bouw begon in 1337 (het linkergedeelte van het gebouw). Later, in 1377, werden ze uitgebreid met het eigenlijke belfort. De Lakenhalle krijgt in de loop van de 15e eeuw de functie van stadhuis.
De romp van de Lakenhalle in natuursteen, typische pui en beeldnissen, heeft woelige perioden van oorlogen doorstaan. De spits van de belforttoren is daarentegen herhaaldelijk getroffen, vernield en vervangen. Tijdens de Eerste Wereldoorlog werd bijna de hele stad verwoest, maar de buitenmuren van het stadhuis bleven gespaard.
Het stadhuis raakte op 17 september 1914 zwaar beschadigd: de spits van het belfort en de beiaard (40 klokken) kwamen naar beneden en het stadsarchief ging verloren. De heropbouw (1925 en 1926) maakte komaf met wansmakelijke restauraties in het verleden.
De huidige functie van het gebouw is gericht naar het publiek en alle dagen van 10 tot 12 uur en van 14 tot 16 uur toegankelijk. Er is werk te zien van de in Dendermonde geboren kunstschilders Jan Verhas en Franz Courtens. De huwelijksceremonies hebben er plaats en de openbare vergaderingen van het gemeentebestuur. Men vindt er het toeristisch infokantoor op de benedenverdieping. Andere diensten en de kantoren van de schepenen zijn nu ondergebracht in het Administratief Centrum in de Franz Courtensstraat.

## Beiaard
De beiaard met handklavier maakt het nog steeds mogelijk om de klokken te bespelen; er zijn regelmatig concerten. Aanvankelijk was er slechts een aan een uurwerk gekoppelde uurklok. De in 1526 geleverde horloge was voorzien van een spel van zes klokken. In 1548 werd het klokkenspel uitgebreid tot 15 klokken. Tussen 1732 en 1825 goten diverse leden van de Leuvense familie Van den Gheyn 40 klokken voor de beiaard. Dat alles ging echter verloren in 1914.
In 1975 werd een nieuwe stadsbeiaard geïnstalleerd die 49 klokken telt, met een totaal gewicht van 6800 kg. Hij werd gegoten door de nog enige bestaande klokkengieter in Vlaanderen: Sergeys uit Leuven. Dendermonde bezit hierdoor een zogenaamde volledige beiaard naar de Mechelse standaard. De beiaard speelt automatisch om het kwartier.

## Afbeeldingen

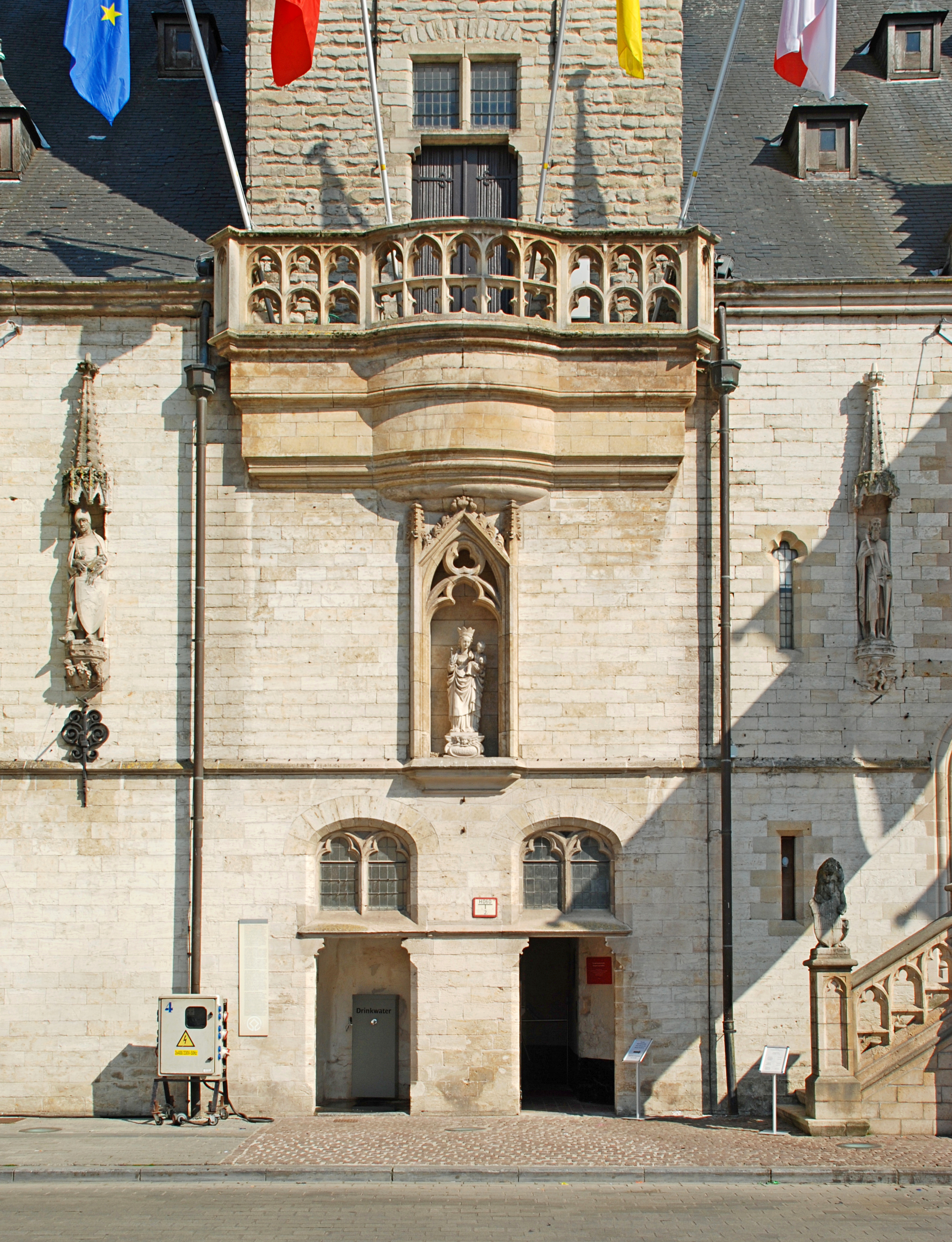
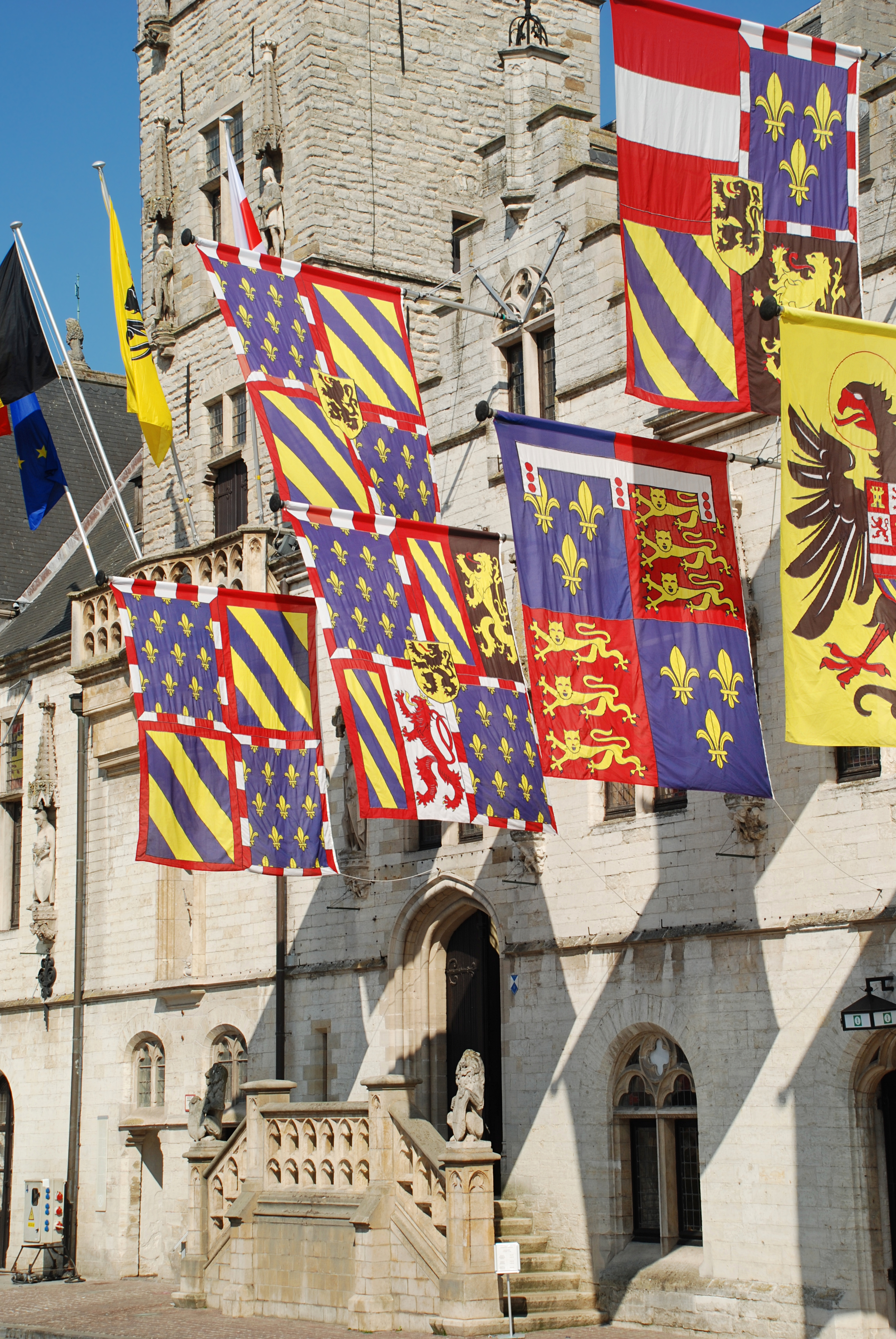
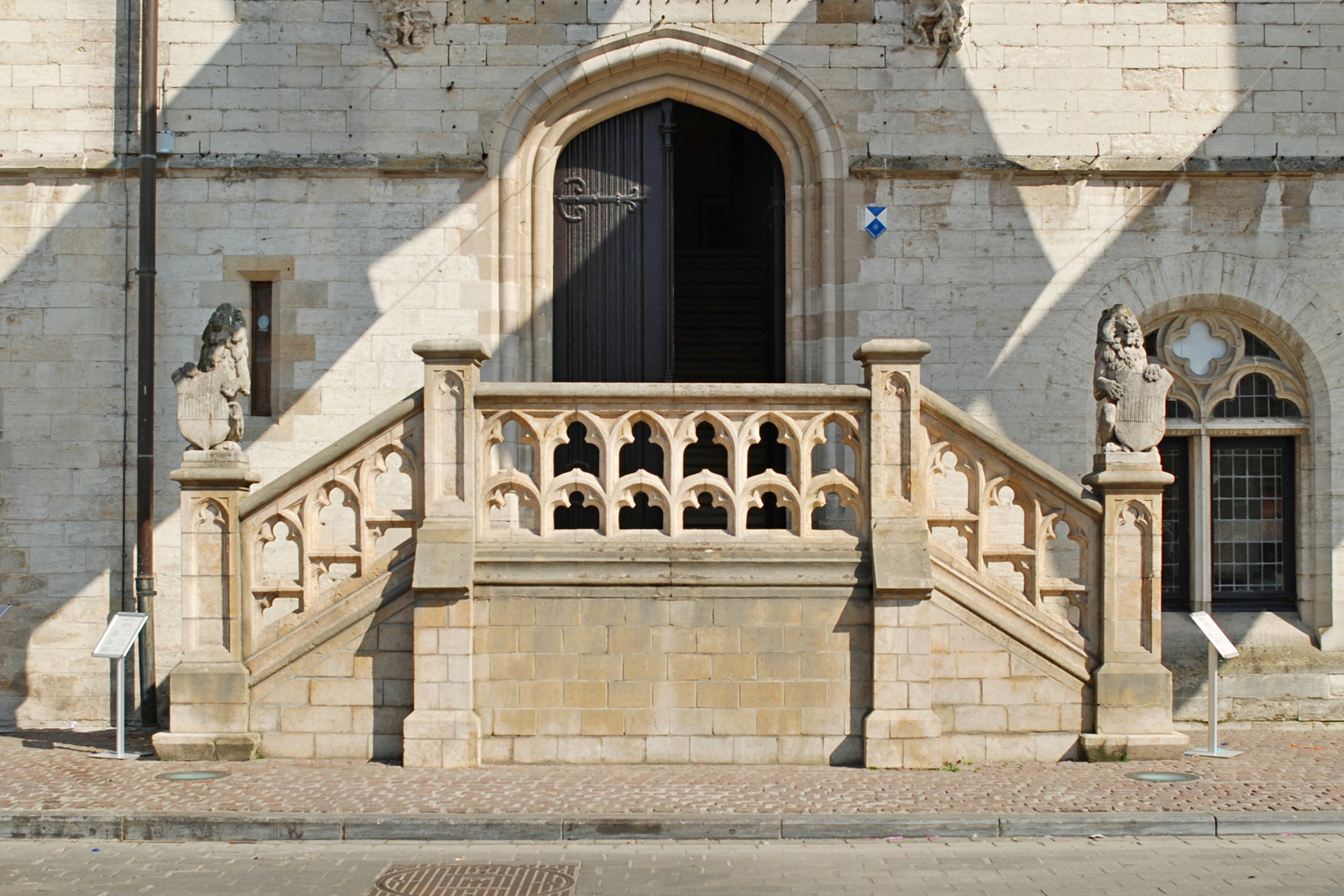
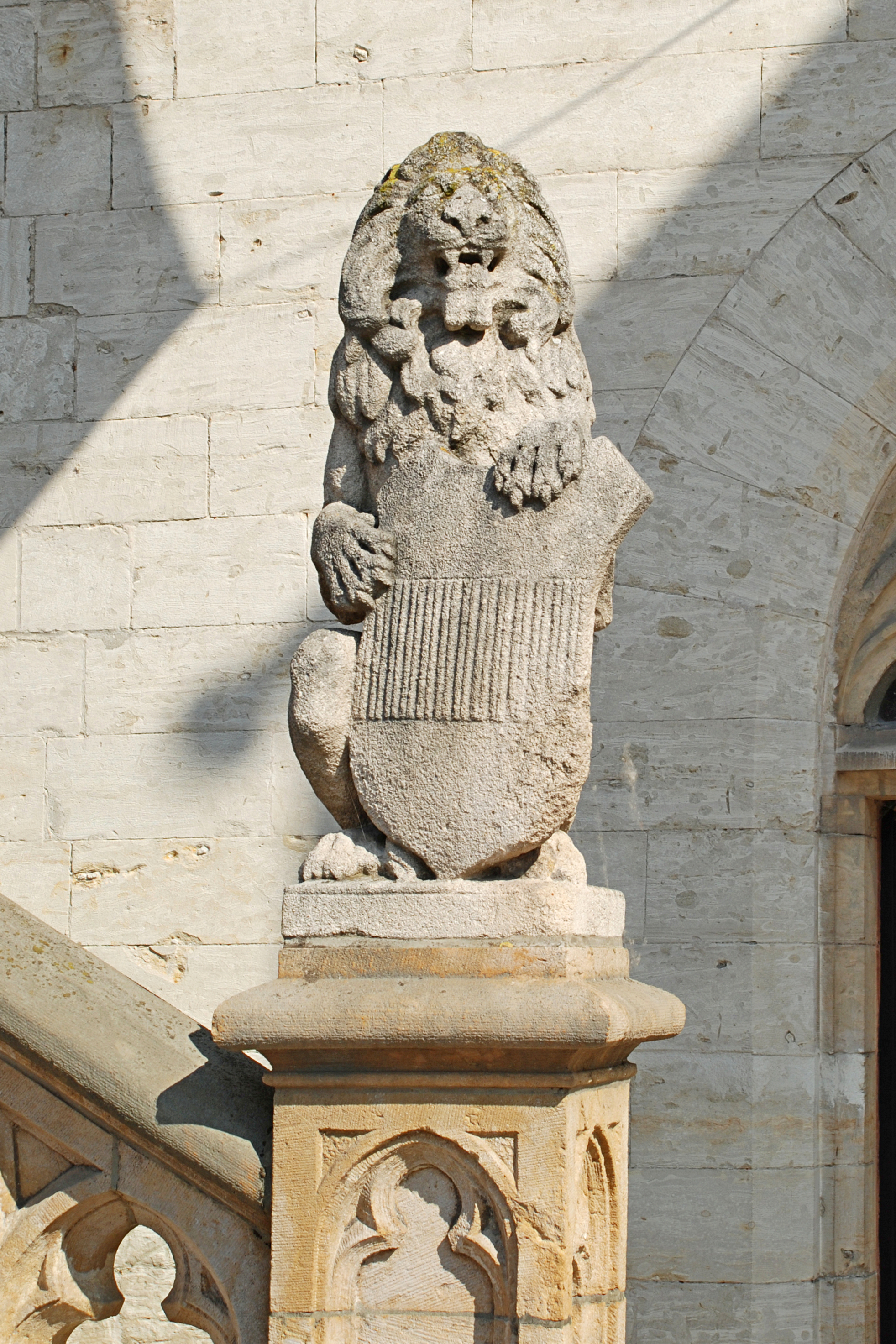
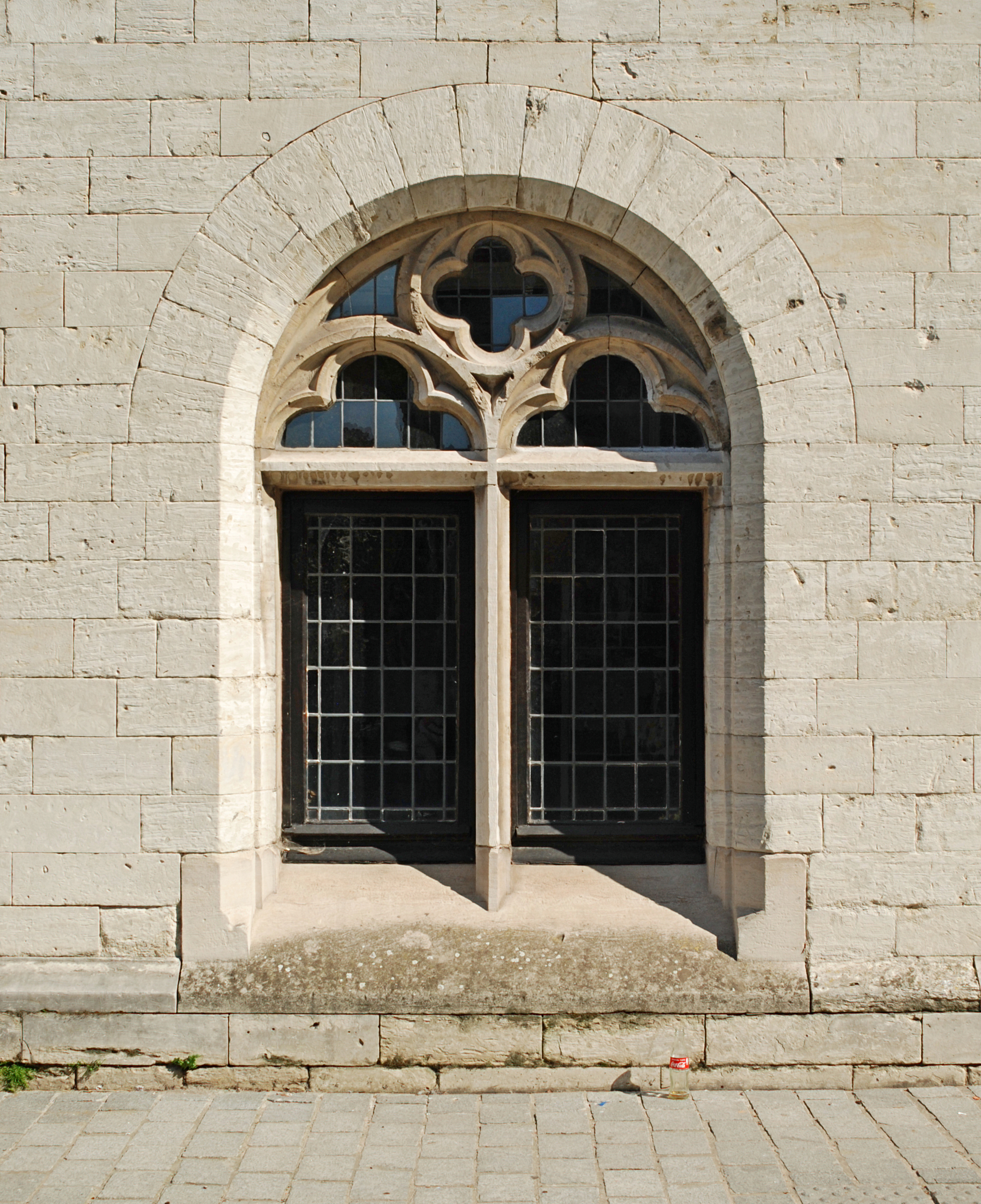
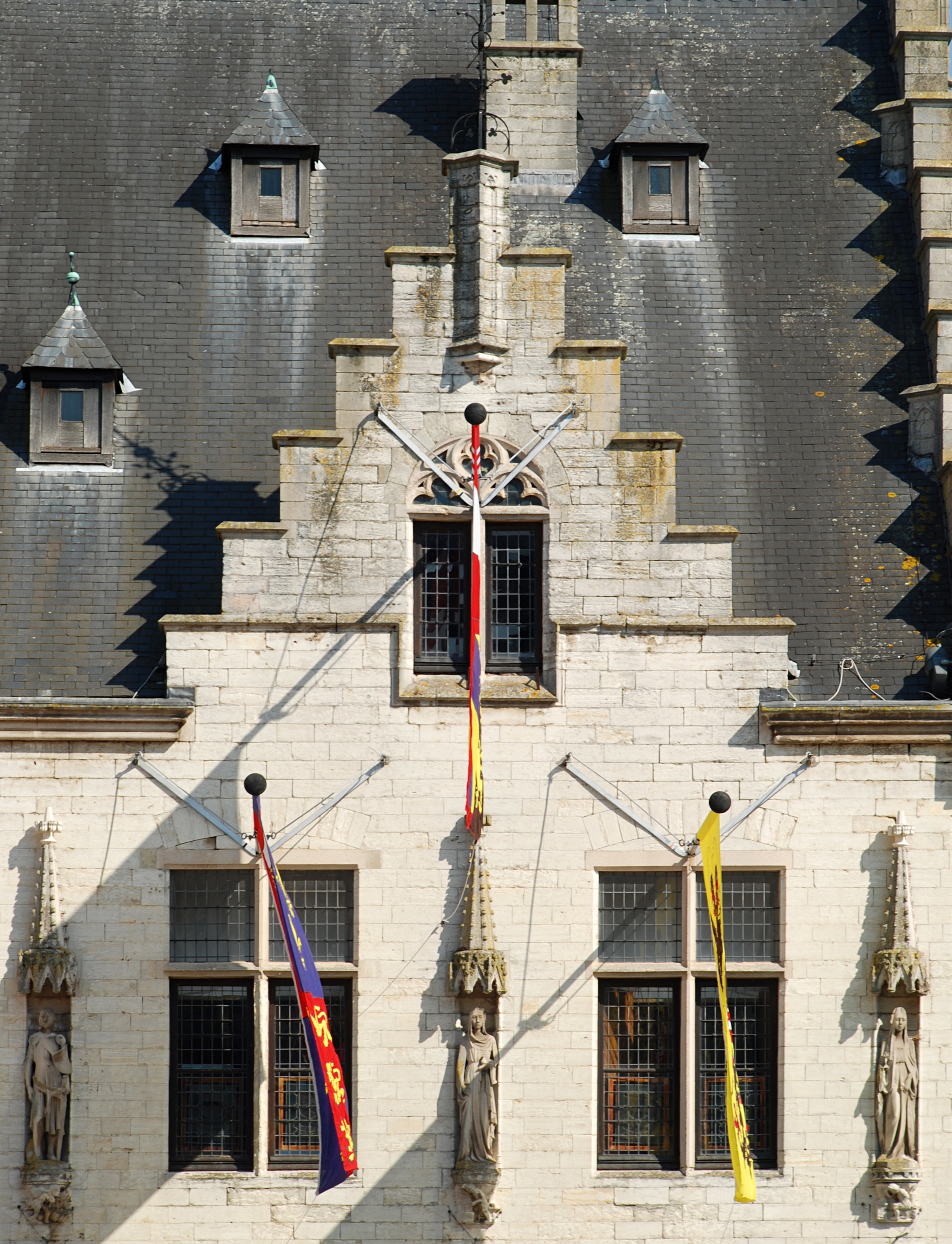